# أوبليس بافلودار
اوبليس بافلودار (كازاخية) : Павлодар облысы (بافلودار اوبليسي) (روسية) : Павлодарская область (بافلودارسكاي اوبلاست) هي مقاطعة في كازاخستان. يقع في الشمال الشرقي للبلاد على الحدود مع روسيا. عاصمته الإدارية مدينة بافلودار.
حسب إحصائيات 2005, بلغ عدد السكان بالأوبليس 779765 ساكنا. ومن الملاحظ أن عدد السكان يتناقص بشدة ذلك أنه في 1989 كان عدد السكان 300942 نسمة.
خلال الحقبة السوفياتية, حوالي 39% من الأوبليس كانت ملحقة بمدينة سيميبالاتينسك حيث كانت تُجرى التجارب النووية. 